# Henric al II-lea de Limburg
Henric al II-lea (n. cca. 1111 – d. august 1167, Roma) a fost duce de Limburg de la 1139 până la moarte și conte de Arlon începând din 1147.
Henric era fiul ducelui Waleran al II-lea de Lotharingia Inferioară cu Jutta de Geldern, fiică a ducelui Gerard I de Geldern. El a succedat tatălui său în Limburg cu titlul de duce, însă regele Conrad al III-lea al Germaniei a refuzat să îi confere și Lotharingia Inferioară. Cu toate acestea, Henric a continuat să se intituleze duce.
Henric a refuzat inițial să accepte pierderea Lorenei și l-a atacat pe noul duce, Godefroi al VII-lea, însă a fost înfrânt. Godefroi a murit în 1142, însă Henric nu a putut profita, fiind ocupat cu un război împotriva seniorului de Fauquemont, drept pentru care nu a emis nicio pretenție asupra ducatului lotharingian.
În 1147, el a moștenit Arlon, dat fiind că fratele său mai mic, Waleran murise fără a avea urmași direcți. Regele Conrad a confirmat această moștenire, mai ales că promisese deja lui Henric un fief drept compensație pentru pierderea Lotharingiei Inferioare, iar ducele și regele s-au reconciliat. Cu toate acestea, Henric nu a participat la Cruciada a doua, începută de Conrad în acel an. În schimb, el a participat la încoronarea succesorului lui Conrad, Frederic I Barbarossa.
Între timp, Henry s-a implicat într-un război contra lui Henric al IV-lea de Luxemburg. Orașul Andenne a fost cucerit și complet jefuit și incendiat. Înn continuare, el și-a îndreptat atenția împotriva contelui Godefroi al III-lea de Louvain, care deținea și Lotharingia Inferioară, însă cei doi au încheiat pace în 1155, iar fiica lui Henric, Margareta, s-a căsătorit cu Godefroi.
Henric a luat parte campaniile din Italia, murind în timpul epidemiei din 1167, la Roma.
El a fost căsătorit cu Matilda de Saffenberg, iar fiul lor, Henric i-a moștenit stăpânirile.